# هالاسان
هالاسان (بالكورية: 한라산)‏ هو جبل بركاني درعي ويعد أعلى جبال كوريا الجنوبية بارتفاع 1947 متر، ويعتبر رمز وطني مهم للكوريين، ويعتبر الجبل وجهة سياحية مهمة لسياح كوريا الجنوبية.